# Notospira
Apteroessa grossa es una especie de coleóptero adéfago de la familia Carabidae. Es el único miembro del género monotípico Notospira.